# Le Cinquième Pouvoir
Ne doit pas être confondu avec Cinquième pouvoir.
Pour plus de détails, voir Fiche technique et Distribution.
Le Cinquième Pouvoir (The Fifth Estate) est un film dramatique américain réalisé par Bill Condon, sorti en 2013.
Le film revient sur l'histoire du site Internet WikiLeaks. Il est présenté en ouverture du Festival international du film de Toronto 2013.
Ce film a été coproduit avec la compagnie Participant Media, qui a auparavant produit plusieurs films et documentaires politiquement engagés.

## Synopsis
En 2006, Daniel Domscheit-Berg et Julian Assange créent WikiLeaks. Le jeune hacker allemand va découvrir peu à peu son collègue australien et sa personnalité complexe à mesure que leur site gagne en popularité et en crédibilité aux yeux des médias et des gouvernements.
En rendant publics des documents confidentiels, ils ont fait vaciller les plus grands pouvoirs de la planète. La révélation d’informations ultra-secrètes explosives a mis en lumière un monde jusque-là inconnu. WikiLeaks a changé la donne à jamais. Mais au cours de l’ascension spectaculaire de WikiLeaks, de nouvelles questions surgissent sur les responsabilités qu'impliquent ce cinquième pouvoir : toutes les vérités sont elles bonnes à entendre ? La diffusion d'informations confidentielles peut-elle se réaliser au détriment de la sécurité de certaines personnes et de la stabilité de certains États ?

## Fiche technique
Sauf indication contraire, les informations mentionnées dans cette section peuvent être confirmées par les bases de données cinématographiques IMDb et Allociné,  présentes dans la section « Liens externes ».
- Titre original : The Fifth Estate
- Titre français : Le Cinquième Pouvoir
- Réalisation : Bill Condon
- Scénario : Josh Singer, d'après les ouvrages Inside WikiLeaks: My Time with Julian Assange and the World’s Most Dangerous Website de Daniel Domscheit-Berg et WikiLeaks: Inside Julian Assange's War on Secrecy (en) de David Leigh et Luke Harding
- Musique : Carter Burwell
- Direction artistique : Henry du Rand, Emmanuelle Lelong, Katrina Mackay, Toon Marien et Denis Schnegg
- Décors : Mark Tildesley
- Costumes : Shay Cunliffe
- Photographie : Tobias A. Schliessler
- Son : Tony Lamberti, Michael Minkler, John Rodda, Warren Shaw, Andrii Trifonov
- Montage : Virginia Katz
- Production : Bard Dorros[2], Steve Golin et Michael Sugar
  - Production exécutive : Leifur B. Dagfinnsson (Islande), Mathias Schwerbrock (Allemagne) et Mario Zvan (Kenya)
  - Production déléguée : Paul Green, Jonathan King, Jim Shamoon (Kenya), Richard Sharkey et Jeff Skoll
  - Coproduction : Hilde De Laere, Jack Morrissey, Emmeline Yang et Greg Yolen
- Sociétés de production :
  - États-Unis : Anonymous Content et Touchstone Pictures, en association avec Participant, présenté par Dreamworks Pictures
  - Belgique : FBO[3] et Umedia[4]
  - Inde : Reliance Entertainment
- Sociétés de distribution : Walt Disney Studios Motion Pictures (États-Unis, Québec) ; Starway Film Distribution (Belgique) ; Reliance Distribution (Inde) ; Metropolitan Filmexport (France) ; Elite Film (Suisse romande)[5]
- Budget : 28 millions USD[6],[7]
- Pays de production :  États-Unis[8],[N 1]
- Langues originales : anglais, islandais, swahili, arabe
- Format : couleur et noir et blanc — 35 mm — 2,35:1 — son Dolby Digital / Datasat / SDDS
- Genre : biopic, drame, thriller
- Durée : 128 minutes
- Dates de sortie[9] :
  - Canada : 5 octobre 2013 (Festival international du film de Toronto 2013) ; 18 octobre 2013 (Québec)[10]
  - États-Unis : 13 octobre 2013 (Festival international du film de Chicago) ; 18 octobre 2013 (sortie nationale)
  - Inde : 25 octobre 2013
  - France, Belgique, Suisse romande : 4 décembre 2013[11],[12],[13]
- Classification[14] :
  - États-Unis : les enfants de moins de 17 ans doivent être accompagnés d'un adulte (R – Restricted)[N 2]
  - Belgique : tous publics (Alle Leeftijden)[12]
  - Inde : accord parental pour les moins de 14 ans (contenant des scènes ou des paroles équivoques) (U/A - Unrestricted Public Exhibition - With Parental Guidance)
  - France : tous publics[15]
  - Suisse romande : interdit aux moins de 12 ans[16]
  - Québec : tous publics (G - General Rating)[10]

## Distribution
- Benedict Cumberbatch  (V. F. : Adrien Antoine ; V. Q. : Tristan Harvey) : Julian Assange
- Daniel Brühl  (V. F. : Anatole de Bodinat ; V. Q. : Nicolas Charbonneaux-Collombet) : Daniel Domscheit-Berg
- Anthony Mackie  (V. F. : Christophe Peyroux ; V. Q. : François-Simon Poirier) : Sam Coulson
- David Thewlis  (V. F. : Jean-François Vlérick ; V. Q. : Benoit Rousseau) : Nick Davies
- Moritz Bleibtreu  (V. F. : Renaud Marx ; V. Q. : Louis-Philippe Dandenault) : Marcus
- Alicia Vikander  (V. F. : Élisabeth Ventura ; V. Q. : Ariane-Li Simard-Côté): Anke
- Michael Kranz (V. F. : David Mandineau ; V. Q. : Hugolin Chevrette) : Otto
- Alexander Beyer (V. Q. : Adrien Bletton) : Marcel Rosenbach
- Stanley Tucci  (V. F. : Bernard Alane ; V. Q. : Jacques Lavallée) : James Boswell
- Laura Linney  (V. F. : Danièle Douet ; V. Q. : Manon Arsenault) : Sarah Shaw
- Carice van Houten  (V. F. : Déborah Perret ; V. Q. : Catherine Proulx-Lemay) : Birgitta Jónsdóttir
- Peter Capaldi  (V. F. : Nicolas Marié ; V. Q. : François Sasseville) : Alan Rusbridger
- Dan Stevens  (V. F. : Marc Lamigeon ; V. Q. : Maël Davan-Soulas) : Ian Katz
- Alexander Siddig  (V. F. : Omar Yami ; V. Q. : François Trudel) : le docteur Tarek Haliseh
- Anatole Taubman  (V. F. : Jérôme Keen ; V. Q. : François Godin) : Holger Stark
- Edgar Selge : le père de Daniel
- Sylvie Rohrer : l'assistante de Zilke

Source et légende : Version française (V. F.) sur AlloDoublage et Version québécoise (V. Q.) sur Doublage Québec

## Production

### Développement
Steven Spielberg,,,, achète les droits des livres mais le 24 janvier 2013 Julian Assange,,, critique ouvertement le scénario du film. Il enverra même une lettre à Benedict Cumberbatch, qui l'incarne à l'écran.

### Tournage
Le tournage a lieu en Belgique (à Hoeilaart, Gand, Liège, Anvers, Bruxelles, Saint-Nicolas) ainsi qu'à Berlin en Allemagne.
La gare de Liège-Guillemins a notamment servi de lieu de tournage, et figure sur certaines affiches du film.

## Accueil

### Box-office
En novembre 2013, le magazine américain Forbes établit le Top 10 des plus gros flops cinématographiques de 2013. Le film est classé 1er, avec 8 551 914 dollars de recettes pour un budget de 28 millions de dollars, soit un retour sur investissement de seulement 21%. Le film n'est cependant pas sorti dans le monde entier au moment du classement.

## Distinctions

### Récompenses
- BAFTA/LA Britannia Awards 2013 : Britannia Award de l'acteur britannique de l'année pour Benedict Cumberbatch
- Golden Trailer Awards 2014 : Golden Fleece pour la bande annonce intitulée « Le Futur »

### Nominations
- Festival international du film de Chicago 2013 : Prix du public pour Bill Condon
- Women Film Critics Circle Awards 2013 : pires images masculines dans un film
- Central Ohio Film Critics Association 2014 : acteur de l'année pour Benedict Cumberbatch

### Sélections
- Festival international du film de Toronto 2013 : sélection « Gala Presentations »

## Éditions en vidéo
- En France, le film Le Cinquième Pouvoir est sorti en DVD et en combo Blu-ray + DVD le 9 avril 2014[33],[34], puis en VOD le 3 septembre 2018[11].
- Au Québec, le film est sorti en DVD / Blu-ray le 28 janvier 2014[35].